# Dorstenia brasiliensis
Dorstenia brasiliensis é uma planta herbácea geófita da família Moraceae (família fig ) e ordem de Rosales, chamada também de Carapiá ou Caapiá no Brasil. Em espanhol também é conhecida como contrayerba, nome que recobre outras espécies diferentes como Flaveria bidentis e Trixis antimenorrhoea. 
Foi descrito em 1786 pelo botânico Jean-Baptiste Lamarck, na Enciclopédia Metódica (seita. Botany, vol.2, n ° 317). 
O gênero Dorstenia foi nomeado em homenagem ao botânico alemão Theodor Dorsten (1492 - 1552), enquanto o epíteto específico brasiliensis se refere naturalmente ao Brasil  .

## Repartição
Trata-se de planta nativa do nordeste e do centro da da América do Sul, do nordeste da Argentina e Paraguai, ao Brasil e a Venezuela). 
Sua área de ocorrência  abrange as ecorregiões da Amazônia, o planalto da Guiana, a Mata Atlântica e o Cerrado, bem como a costa nordeste de Trinidad e Tobago . 

## Usos
Suas folhas, caule, casca, tubérculo e raízes são usados, em infusão (na proporção de 1 a 2 g por xícara de água fervente),  para fins curativos. Os carapiás são também usados como aromatizantes de fumo para cachimbo. 
Em algumas comunidades americanas tradicionais, a espécie é considerada sagrada, por suas propriedades curativas e espirituais, sendo usada em amuletos e talismãs.[carece de fontes?]. 

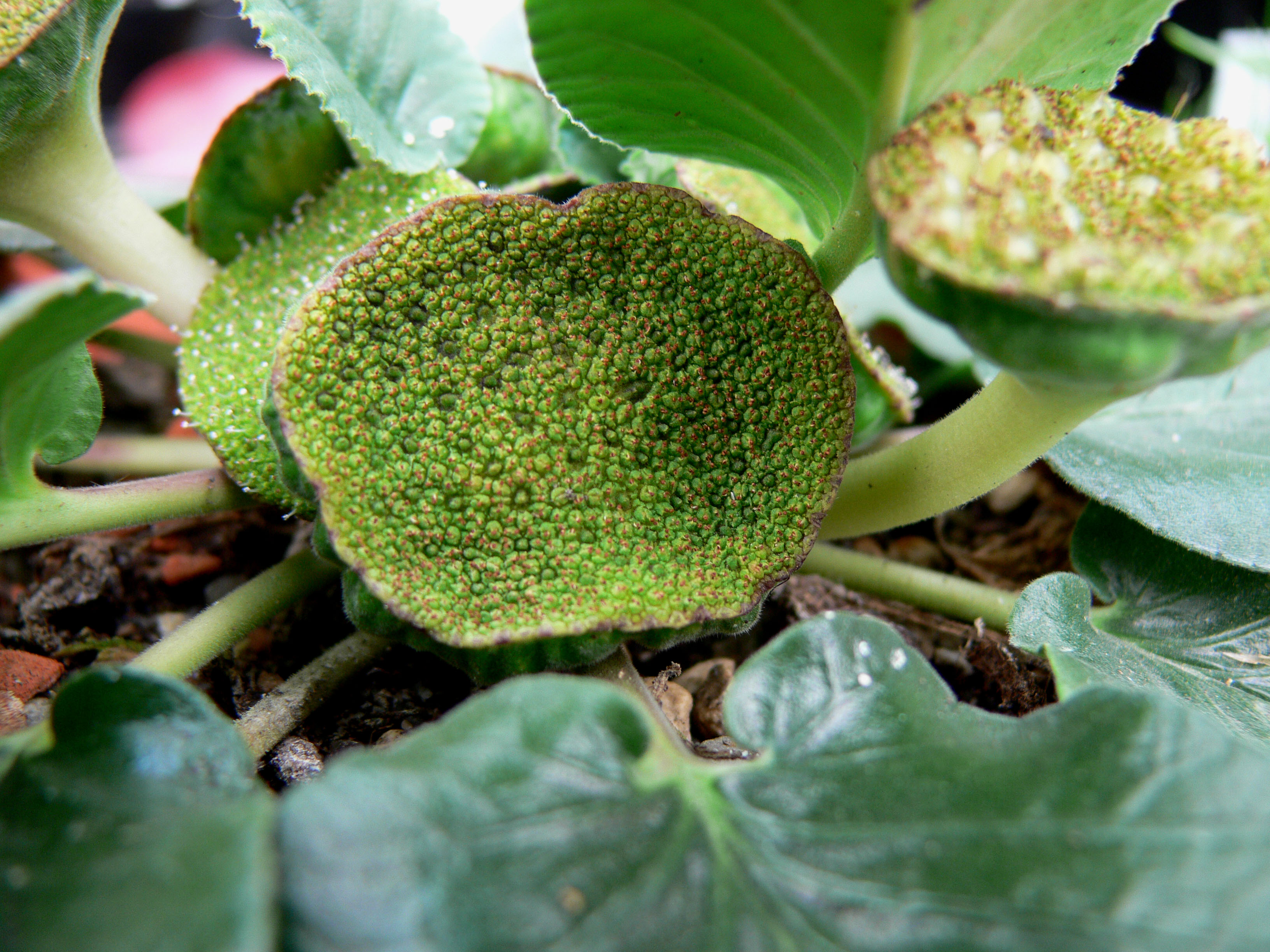
Inflorescência jovem de Dorstenia brasiliensis
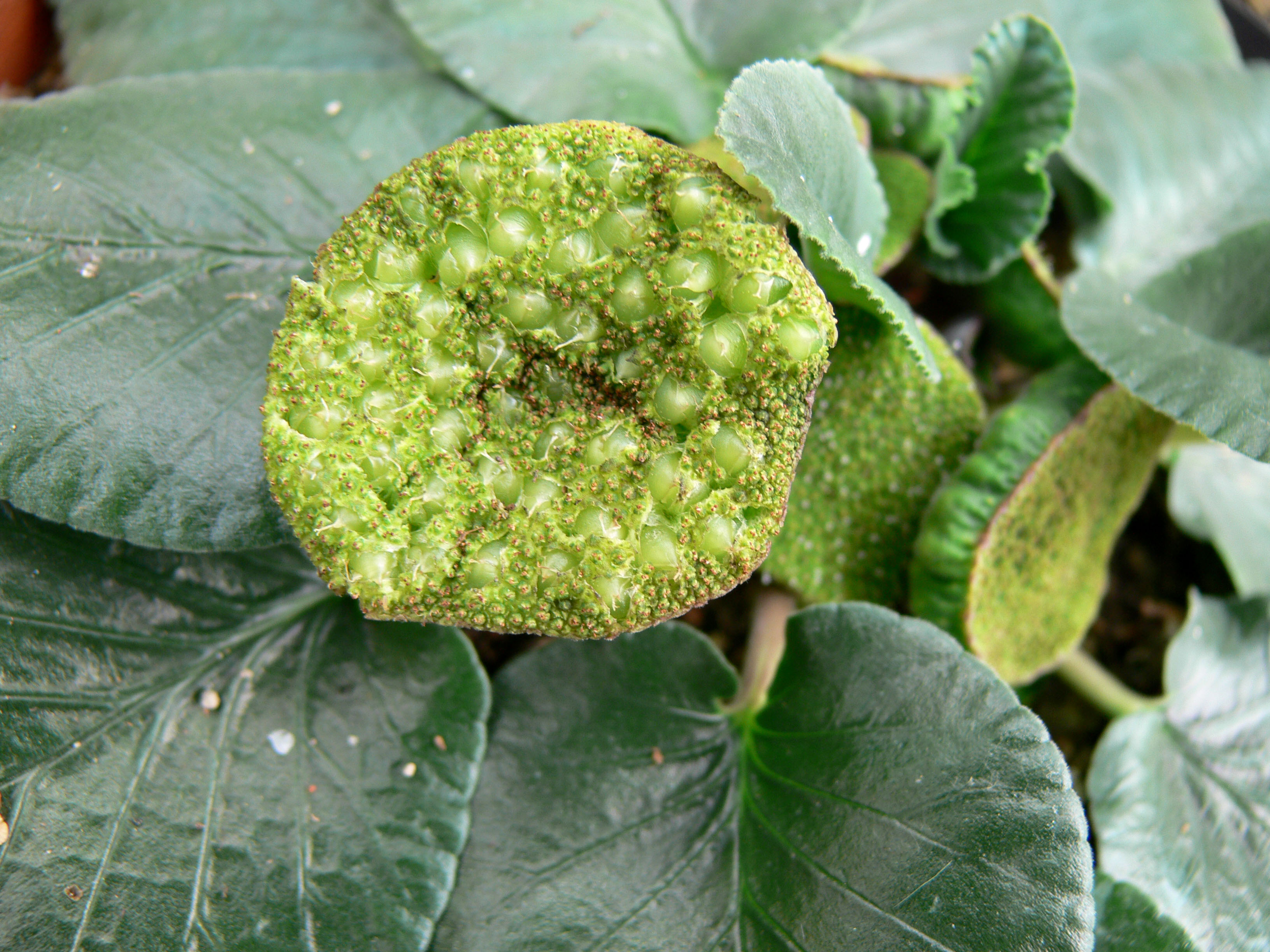
Inflorescência madura de Dorstenia brasiliensis